# Salud Carbajal
Salud Ortiz Carbajal (18 de noviembre de 1964) es un político estadounidense que se desempeña como representante estadounidense para el 24º distrito del Congreso de California distrito desde 2017. Es miembro del Partido Demócrata, y su distrito cubre Santa María, San Luis Obispo y Santa Bárbara.

## Primeros años y educación
Carbajal nació en Moroleón, México, en 1964y emigró a los Estados Unidos, inicialmente a Arizona, estableciéndose luego en Oxnard, California, con su familia, donde su padre era trabajador agrícola.
Carbajal asistió a la Universidad de California, Santa Bárbara, donde obtuvo una licenciatura en Artes en 1990,y a la Fielding Graduate University, donde obtuvo una maestría en gestión organizacional.

## Carrera política
Carbajal sirvió en la Reserva del Cuerpo de Marines de los Estados Unidos durante ocho años, incluso durante la guerra del Golfo, aunque no abandonó los Estados Unidos contiguos.

### Junta de Supervisores del Condado de Santa Bárbara
Carbajal fue elegido por primera vez para la Junta de Supervisores del Condado de Santa Bárbara en 2004, representando al primer distrito como demócrata.Fue reelegido en 2008 y 2012.

### Cámara de Representantes de los Estados Unidos

#### Elecciones
2016
En 2015, Carbajal anunció su intención de postularse para el distrito 24 después de que la titular Lois Capps anunciara su retiro. Carbajal fue visto como uno de los dos favoritos demócratas en las primarias abiertas, junto con la alcaldesa de Santa Bárbara Helene Schneider, y fue rivalizado por los favoritos republicanos, el asambleísta Katcho Achadjian y el pequeño empresario y ex asistente del Congreso Justin Fareed. El campo de las primarias estaba compuesto por cuatro demócratas, tres republicanos y dos candidatos independientes.
En las primarias del 7 de junio, Carbajal quedó en primer lugar, con 66.402 votos (31,9%). El segundo puesto lo ocupó Fareed, que recibió 42.521 (20,5%).
En las elecciones generales del 8 de noviembre, Carbajal recibió el 53,4% de los votos frente al 46,6% de Fareed, un margen de voto popular de aproximadamente 21.000.
2018
Carbajal fue reelegido frente a su rival republicano Fareed con el 58,6% de los votos.
2020
Carbajal fue reelegido para un tercer mandato frente a su rival republicano Andy Caldwell, un ejecutivo de una organización sin fines de lucro, con el 58,7% de los votos.

#### Tenencia
Para el 118º Congreso:
- Comité de Agricultura
  - Subcomité sobre Productos Agrícolas Generales, Gestión de Riesgos y Crédito

- Comité de Servicios Armados
  - Subcomité de Fuerzas Estratégicas
  - Subcomité de Fuerzas Tácticas Aéreas y Terrestres

- Comité de Transporte e Infraestructura
  - Subcomité de Aviación
  - Subcomité de Guardacostas y Transporte Marítimo (Miembro de mayor rango)
  - Subcomité de Carreteras y Tránsito

#### Membresías de caucus
- Nueva Coalición Demócrata
- Caucus Báltico de la Cámara de Representantes
- Caucus Hispano del Congreso
- Caucus Asiático-Pacífico Americano del Congreso[13]
- Caucus de Soluciones Climáticas
- Caucus de Solucionadores de Problemas
- Caucus Solar del Congreso[14][15]
- Caucus del Congreso para la Enmienda de Igualdad de Derechos[16]

## Posiciones políticas

### Aborto
Carbajal se opuso a la revocación del caso Roe v. Wade, calificándolo de "traición a nuestra Constitución y... a millones de mujeres que cuentan con sus protecciones para mantener el control de su propio cuerpo y sus decisiones".

### Israel
Carbajal votó para expresar su apoyo a Israel luego del ataque de Hamás a Israel en 2023.

## Vida personal
Carbajal vive en Santa Bárbara, California y está casado con Gina, con quien tiene dos hijos.
El 6 de octubre de 2020, Carbajal anunció que había dado positivo por COVID-19.